# Liste nationaler Eishockeymeister 2015
Diese Liste enthält die Landesmeister im Herren-Eishockey der Saison 2014/15 bzw. 2015. Aufgeführt sind nationale Meister der Länder, die Vollmitglied der IIHF sind oder in der IIHF-Weltrangliste geführt werden. Ersatzweise wird der Sieger der höchsten Profiliga aufgeführt, wenn nicht explizit ein nationaler Meister ermittelt wurde (z. B. NHL-Sieger in Nordamerika oder ALIH-Sieger in Ostasien).

## Deutschland, Österreich und Schweiz
| Wettbewerb                | Meister              | Vizemeister     |
| ------------------------- | -------------------- | --------------- |
| Deutsche Eishockey Liga   | Adler Mannheim       | ERC Ingolstadt  |
| Erste Bank Eishockey Liga | EC Red Bull Salzburg | Vienna Capitals |
| National League A         | HC Davos             | ZSC Lions       |

## Europa
| Land/Meisterschaft      | Liganame                         | Meister                  | Vizemeister                    |
| ----------------------- | -------------------------------- | ------------------------ | ------------------------------ |
| Belarus                 | Extraliga                        | HK Schachzjor Salihorsk  | HK Junost Minsk                |
| Belgien                 | Eredivisie                       | Phantoms Antwerp         | Chiefs Leuven                  |
| Bosnien und Herzegowina | Bosansko Hercegovačka Hokej Liga | Blue Bulls Sarajevo      | HK Alfa                        |
| Bulgarien               | Българска Хокейна Лига           | HK ZSKA Sofia            | HK Slawia Sofia                |
| Dänemark                | Metal Ligaen                     | SønderjyskE Ishockey     | Esbjerg Energy                 |
| Estland                 | Meistriliiga                     | Tartu Kalev-Välk         | Narva PSK                      |
| Finnland                | Liiga                            | Oulun Kärpät             | Tappara Tempere                |
| Frankreich              | Ligue Magnus                     | Rapaces de Gap           | Épinal Hockey Club             |
| Großbritannien          | Elite Ice Hockey League          | Coventry Blaze           | Sheffield Steelers             |
| Island                  | Islandsmot Meistaraflokks        | Skautafélag Akureyrar    | Skautafélag Reykjavíkur        |
| Italien                 | Serie A                          | Asiago Hockey            | SV Ritten                      |
| Kasachstan              | Kasachische Meisterschaft        | HK Ertis Pawlodar        | HK Arlan Kökschetau            |
| Kroatien                | Kroatische Eishockeyliga         | KHL Medveščak Zagreb II  | KHL Mladost Zagreb             |
| Lettland                | Latvijas Hokeja Liga             | HK Mogo                  | HK Kurbads                     |
| Litauen                 | Litauische Eishockeyliga         | Delovaja Rus Kaliningrad | Ledo Arena Baltu ainiai Kaunas |
| Niederlande             | Eredivisie                       | Tilburg Trappers         | Heerenveen Flyers              |
| Norwegen                | GET-ligaen                       | Stavanger Oilers         | Storhamar Hockey               |
| Polen                   | Polnische Eishockeyliga          | GKS Tychy                | JKH GKS Jastrzębie             |
| Rumänien                | Rumänische Eishockeyliga         | CSM Dunărea Galați       | CSA Steaua Bukarest            |
| Russland                | Kontinentale Hockey-Liga         | SKA Sankt Petersburg     | Ak Bars Kasan                  |
| Schweden                | Svenska Hockeyligan              | Växjö Lakers             | Skellefteå AIK                 |
| Serbien                 | Serbische Eishockeyliga          | HK Partizan Belgrad      | HK Beostar                     |
| Slowakei                | Extraliga                        | HC Košice                | HC 05 Banská Bystrica          |
| Slowenien               | Prva Liga                        | HDD Olimpija Ljubljana   | HDD Jesenice                   |
| Spanien                 | Superliga                        | CH Jaca                  | CG Puigcerdà                   |
| Tschechien              | Extraliga                        | HC Litvínov              | HC Oceláři Třinec              |
| Türkei                  | Superliga                        | Zeytinburnu Belediye SK  | İzmir Büyükşehir Belediyesi SK |
| Ukraine                 | Wyschtscha Liha                  | HK ATEK Kiew             | HK Krementschuk                |
| Ungarn                  | MOL Liga                         | DVTK Jegesmedvék         | HC Nové Zámky                  |

## Außereuropäische Ligen
| Land/Meisterschaft | Liganame                    | Meister bzw. Titelträger | Finalgegner         |
| ------------------ | --------------------------- | ------------------------ | ------------------- |
| Asien (JP, CN, KR) | ALIH                        | Tōhoku Free Blades       | Anyang Halla        |
| Australien         | AIHL1                       | Newcastle North Stars    | Melbourne Ice       |
| Israel             | Israelische Eishockeyliga   | Rishon Devils            | Maccabi Metulla     |
| Nordamerika        | National Hockey League      | Chicago Blackhawks       | Tampa Bay Lightning |
| Neuseeland         | NZIHL1                      | Southern Stampede        | -                   |
| Südafrika          | Interprovincial Tournament1 | Kempton Park Wildcats    | -                   |

1 Liga wurde im Kalenderjahr 2015 ausgetragen